# 黎文巳
黎文巳（1904年5月17日—1964年10月20日），部分資料誤作黎文已或黎文己，越南國軍和越南共和國軍隊的陸軍將領，统將軍銜。他是越南共和國軍隊第一位也是唯一的一位上將。

## 生平
1904年5月17日出生於越南南方頭頓的勝二村的一個平民家庭。